# Charles Shaughnessy
Charles George Patrick Shaughnessy, V barone Shaughnessy (Londra, 9 febbraio 1955), è un attore e nobile britannico.

## Biografia
Charles Shaughnessy è nato il 9 febbraio 1955 a Londra, figlio di Alfred Shaughnessy, uno sceneggiatore televisivo e dell'attrice Jean Lodge. Suo fratello minore, David Shaughnessy, è anch'egli attore e produttore e regista televisivo. Il suo trisavolo Thomas Shaughnessy era un amministratore ferroviario americano-canadese di origine irlandese. Essendo nato in una famiglia di show-business, ha iniziato a comparire in spettacoli durante la scuola primaria.
Dopo aver frequentato l'Eton College, ha studiato giurisprudenza al Magdalene College dell'Università di Cambridge, dove ha scritto una tesi sulla Camera dei Lord. Mentre era a Cambridge, è entrato a far parte del club Footlights. Dopo essersi laureato, decise di tornare alla recitazione e si iscrisse a una scuola di recitazione di Londra, che portò alla sua tournée in una compagnia di repertorio. Si è trasferito negli Stati Uniti per seguire l'attrice Susan Fallender, che alla fine ha sposato.
È maggiormente noto per aver recitato nella soap opera Il tempo della nostra vita nel ruolo di Shane Donovan dal 1984 al 1992, nel 2002, nel 2010, dal 2012 al 2013, dal 2016 al 2017, nel 2023 e nel 2025, anche come co-protagonista nella serie televisiva La tata, interpretando il ricco impresario di Broadway Maxwell Sheffield. Ha inoltre recitato nuovamente con Fran Drescher nella sitcom A casa di Fran. Dal 2021 al 2023 ha interpretato Victor Cassadine nella soap opera General Hospital.

## Filmografia parziale

### Cinema
- The All New Adventures of Laurel & Hardy in For Love or Mummy, regia di Bo Welch (1999)
- Kids in America, regia di Josh Stolberg (2005)
- National Lampoon's Dorm Daze 2, regia di David Hillenbrand e Scott Hillenbrand (2006)
- Mardi Gras - Fuga dal college (Mardi Gras: Spring Break Mike), regia di Phil Dornfeld (2011)

### Televisione
- Il tempo della nostra vita (Days of Our Lives) - soap opera, 325+ episodi (1984-1992, 2002, 2010, 2012-2013, 2016-2017, 2023, 2025)
- Fino al prossimo incontro (Till We Meet Again) - miniserie TV (1989)
- Innamorati pazzi (Mad About You) - serie TV, 1 episodio (1993)
- La tata (The Nanny) - serie TV, 145 episodi (1993–1999)
- Una vita per ricominciare (Everything to Gain), regia di Michael Miller - film TV (1996)
- Troppo giovane per morire (A Kiss So Deadly), regia di Chuck Bowman - film TV (1996)
- Second Chances - serie TV (1998)
- Invito a cena con vampiro (Mom's Got a Date with a Vampire), regia di Steve Boyum - film TV (2000)
- Sabrina, vita da strega (Sabrina, the Teenage Witch) - serie TV, 2 episodi (2001)
- Lexi e il professore scomparso (Get a Clue), regia di Maggie Greenwald - film TV (2002)
- Stargate SG-1 - serie TV episodio 8x08 (2004)
- A casa di Fran (Living With Fran) - serie TV, 7 episodi (2005–2007)
- Veronica Mars - serie TV, 1 episodio (2006)
- Law & Order - Unità vittime speciali (Law & Order: Special Victims Unit) – serie TV, episodio 8x03 (2006)
- Saints & Sinners - serie TV (2007)
- Mad Men - serie TV, 5 episodi (2008)
- The Mentalist - serie TV, episodio 1x21 (2008)
- Victorious - sitcom (2010-2013)
- Happily Divorced – serie TV, 1 episodio (2011)
- Quando l'amore sboccia a Natale (Love's Christmas Journey), regia di David S. Cass Sr. - film TV (2011)
- Liz & Dick, regia di Lloyd Kramer – film TV (2012)
- Castle - serie TV, episodio 4x20 (2012)
- Revenge – serie TV, 1 episodio (2014)
- The Magicians - serie TV (2015-2020)
- Un amore di mezza estate (A Midsummer's Hawaiian Dream), regia di Harry Cason - film TV (2016)
- NCIS - Unità anticrimine (NCIS) - serie TV, episodio 14x10 (2016)
- La mia favola di Natale (My Christmas Prince), regia di Sam Irvin - film TV (2017)
- Natale con un principe (Christmas with a Prince), regia di Justin G. Dyck - film TV (2018)
- Harry & Meghan: Becoming Royal, regia di Menhaj Huda - film TV (2019)
- Modern Family - serie TV, episodio 10x19 (2019)
- General Hospital - soap opera (2021-2023)
- Days of Our Lives: Beyond Salem – miniserie TV (2021)

### Doppiatore
- Stanley - serie animata (2001)
- Le avventure del topino Despereaux (The Tale of Despereaux), regia di Sam Fell e Robert Stevenhagen (2008)
- Sua Maestà (Your Highness), regia di David Gordon Green (2011)
- Tom & Jerry e Robin Hood (Tom and Jerry: Robin Hood and his Merry Mouse), regia di Spike Brandt e Tony Cervone (2012)

## Doppiatori italiani
Nelle versioni in italiano dei suoi lavori, Charles Shaughnessy è stato doppiato da:
- Gianni Giuliano ne La tata, A casa di Fran
- Massimo Lodolo in Innamorati pazzi, Mardi Gras - Fuga dal college
- Donato Sbodio ne Il tempo della nostra vita
- Saverio Indrio in Law & Order - Unità vittime speciali
- Maurizio Reti in Veronica Mars
- Ambrogio Colombo in Mad Men
- Massimiliano Lotti in Victorious[1]
- Edoardo Nordio in Castle
- Antonio Palumbo in Un amore di mezza estate
- Paolo Marchese in NCIS - Unità anticrimine
- Francesco Prando in Modern Family

Da doppiatore è sostituito da:
- Carlo Scipioni ne Le avventure del topino Despereaux
- Danilo De Girolamo in Stanley[2]
- Mario Cordova in Tom & Jerry e Robin Hood[3]
- Pino Insegno in Sua Maestà

## Riconoscimenti
- Soap Opera Digest Awards
  - Won, 1985, for Outstanding New Actor in a Daytime Serials
  - Won, 1986, for Favorite Daytime Super Couple on a Daytime Serial (shared with Patsy Pease)
  - Won, 1988, for Outstanding Super Couple: Daytime (shared with Patsy Pease)
  - Nominated, 1990, for Outstanding Super Couple: Daytime (shared with Patsy Pease)
  - Nominated, 1991, for Outstanding Hero: Daytime
  - Nominated, 1992, for Outstanding Lead Actor: Daytime
- Daytime Emmy Awards
  - Won, 2002, for Outstanding Performer in an Animated Program